# Klimaatklasse
In de bouw geeft het begrip klimaatklasse aan wat voor soort binnenklimaat in een ruimte heerst. Vooral luchtvochtigheid en temperatuur spelen een rol spelen bij klimaatklasse.

## Indeling
Voor een ruimte of een gebouw hanteert men een onderverdeling in klassen:
- Klimaatklasse 1: geen of nauwelijks vochtproductie; bijvoorbeeld opslagloodsen, garages, schuren.

Temperatuur en vochtigheid: 18°C-50% tot 18°C-52%
Optredende dampdruk (Pa): 1030<p1≤1080
- Klimaatklasse 2: enige vochtproductie; bijvoorbeeld woningen, kantoren en winkels.

Temperatuur en vochtigheid: 20°C-46% tot 20°C-56%
Optredende dampdruk (Pa): 1080<p1≤1320
- Klimaatklasse 3: luchtbevochtiging is toegepast; bijvoorbeeld scholen, verpleeginrichtingen en bejaardencentra.

Temperatuur en vochtigheid: 22°C-50% tot 22°C-54%
Optredende dampdruk (Pa): 1320<p1≤1430
- Klimaatklasse 4: hoge luchtvochtigheid of luchtbevochtiging; bijvoorbeeld een zwembad, drukkerijen en wasserijen.

Temperatuur en vochtigheid: 24°C-48% en hoger
Optredende dampdruk (Pa): p1>1430